# Neocordulia campana
Neocordulia campana är en trollsländeart som beskrevs av May och Knopf 1988. Neocordulia campana ingår i släktet Neocordulia och familjen skimmertrollsländor. Inga underarter finns listade i Catalogue of Life.